# Aublysodon
Aublysodon ("dozadu ohnutý zub"?) je pochybný rod teropodního dinosaura z čeledi Tyrannosauridae, žijícího v období pozdní křídy na západním území Severní Ameriky (stát Montana, souvrství Judith River a stát Colorado, souvrství Denver).

## Popis
Typový exemplář je reprezentován pouze zubním materiálem. Podobné typy fosilních zubů však byly objeveny také na jiných místech USA, v Kanadě a Asii. Taxon byl formálně popsán paleontologem Josephem Leidym v roce 1868, jeho původní jméno z roku 1856 však znělo Deinodon horridus ("děsivý, strašný zub"). Dnes je tento taxon považován za pochybný (nomen dubium), pravděpodobně se totiž jedná o fosilie nedospělého tyranosaurida, např. rodu Albertosaurus nebo Gorgosaurus. Pod jménem "Aublysodon" byl dlouho znám například i tyranosauroid z Nového Mexika, formálně popsaný roku 2010 jako Bistahieversor sealeyi.